# Longitarsus caroli
Longitarsus caroli là một loài bọ cánh cứng trong họ Chrysomelidae. Loài này được Bastazo & Garcia Raso miêu tả khoa học năm 1985.